# François-Xavier d'Espagne
L'infant François-Xavier d'Espagne, né à Portici le 15 février 1757 et décédé à Aranjuez le 10 avril 1771, est le dernier fils du roi Charles III d'Espagne et le frère des rois Charles IV d'Espagne et Ferdinand Ier des Deux-Siciles.

## Biographie

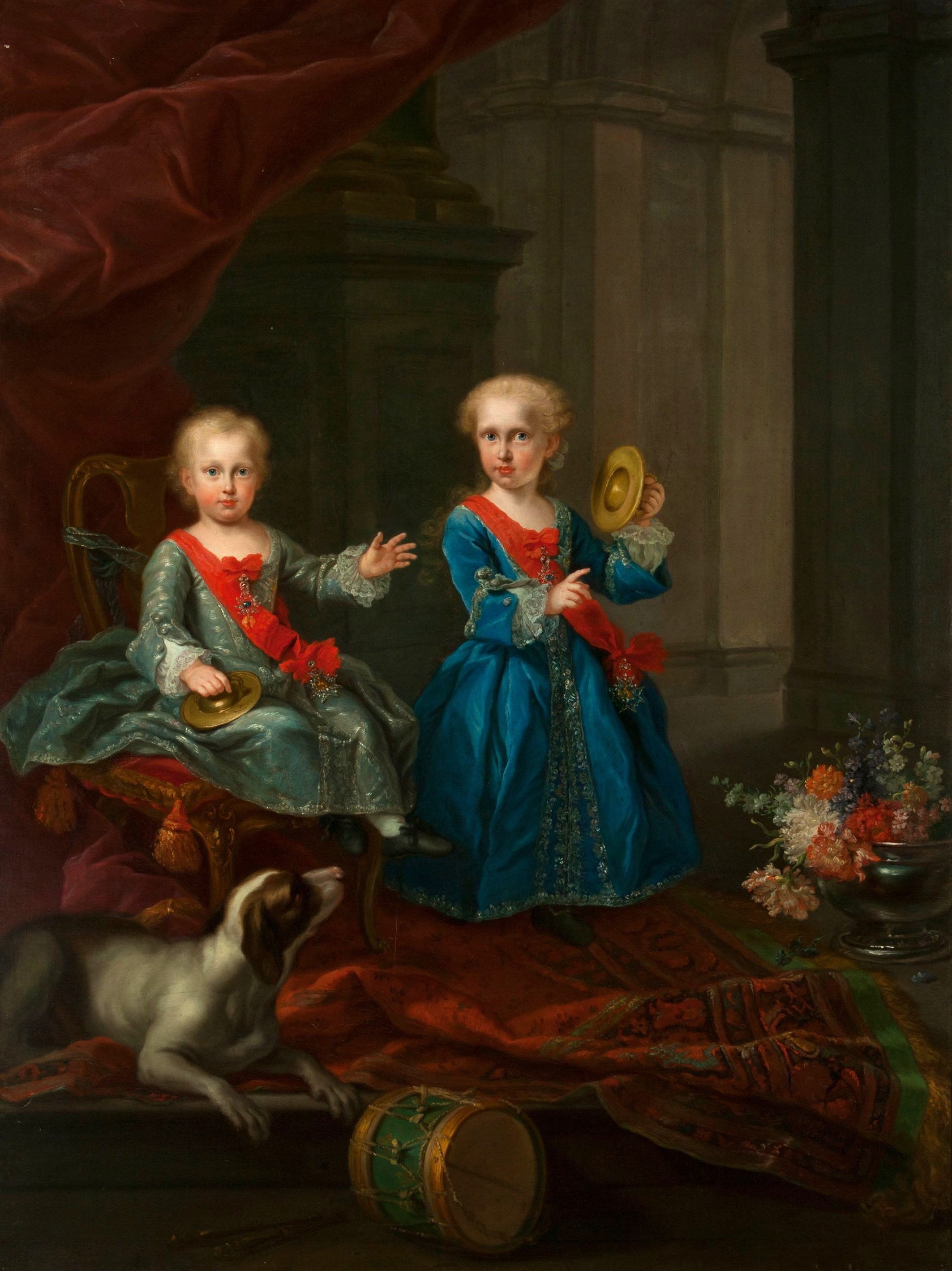
Les princes François-Xavier et Antoine-Pascal avec un chien, 1759.

Le prince François-Xavier naît le 15 février 1757 à Portici. Il est baptisé François-Xavier Antoine Pascal Bernard François de Paula Jean Népomucène Aniello Julien de Naples et de Sicile. Il est le plus jeune fils du roi Charles III et de Marie-Amélie de Saxe. Son père est roi de Naples et de Sicile de par son Union personnelle dès 1735.
À la mort de son oncle Ferdinand VI, qu'il n'a jamais rencontré, ses parents, ses frères Charles et Gabriel, et ses sœurs, Marie-Louise et Marie-Josèphe partent pour l'Espagne où son père est intronisé sous le nom de Charles III.
En 1757, il fut décoré de l'ordre de la Toison d'or.
On sait peu de choses sur ce prince.
François-Xavier perd sa mère un an plus tard alors qu'il n'a que trois ans. Il grandit au Palais Royal d'Aranjuez, mais meurt de la variole le 10 avril 1771 à l'âge de 14 ans et est enterré au monastère de l'Escurial.

## Titres et honneurs

### Titulature
- 2 février 1757 – 10 avril 1771 : Son Altesse Royale, le prince François-Xavier de Naples et Sicile, infant d'Espagne

### Honneurs espagnols
- Chevalier de l'ordre de la Toison d'or[1]
- Chevalier de l'ordre de Calatrava[2]

### Honneurs étrangers
- 22 mai 1768 : Chevalier de l'ordre du Saint-Esprit – Royaume de France[3]
- 22 mai 1768 : Chevalier de l'ordre de Saint-Michel – Royaume de France[3]
- Chevalier de l'ordre de Saint-Janvier – Royaume de Naples[4]